# Giorgio Ascarelli
Giorgio Ascarelli (Nápoles, Italia, 18 de mayo de 1894-Nápoles, 12 de marzo de 1930) fue un empresario y dirigente deportivo italiano. Ha pasado a la historia por ser el fundador de uno de los clubes de fútbol más famosos de Italia: el Napoli, del que fue el primer presidente.

## Biografía
Nació en el seno de una acomodada familia judía napolitana. Su padre, Salomone Pacifico Ascarelli, fue vicealcalde de Nápoles responsable por la zona Mercato y propietario de una gran industria textil fundada en 1879. Como su padre, Giorgio Ascarelli fue miembro de la logia masónica de rito escocés Losanna, en la que fue iniciado en 1914.
Fue protagonista del "renacimiento hebreo napolitano", que fue interrumpido por la promulgación de las leyes raciales fascistas de 1938.
En calidad de industrial tuvo que administrar una facturación considerable, que incrementó ulteriormente gracias a sus innatas capacidades empresariales; la actividad de su Manifattura di Villadosia tenía una extensión a nivel nacional, siendo presente también en Lombardía en la zona de Busto Arsizio.

### La fundación del Napoli
Ascarelli fue amante del arte, pintor autodidacta y gran aficionado de deporte. Fue entre los fundadores del Real Circolo Canottieri Italia en la sede renovada del muelle Santa Lucia. En 1926 fue el principal promotor de la fundación del Napoli, que en ese entonces se llamaba Associazione Calcio Napoli, mediante la fusión de los varios equipos de la ciudad.
Gracias a sus esfuerzos económicos y a sus ideas de mercado, el nuevo conjunto en breve logró un nivel competitivo a nivel nacional. Al término de la temporada 1928/29, Ascarelli demostró su influencia como dirigente federal convenciendo a la Federación Italiana de Fútbol para que ampliara el campeonato 1929/30 (la primera edición bajo el nombre de "Serie A") a dieciocho participantes, en vez de dieciséis, así que también incluyera el Napoli.

### El estadio "Ascarelli"
En 1929 financió la construcción de un nuevo campo deportivo de propiedad del club, en el Rione Luzzatti, cerca de la Estación de Nápoles Central. El estadio fue estrenado el 23 de febrero de 1930 con el nombre "Stadio Vesuvio". Sin embargo, después de 17 días Ascarelli murió con sólo 35 años de edad por un ataque de peritonitis fulminante y el estadio fue nombrado "Stadio Giorgio Ascarelli" en su honor. Sucesivamente fue renombrado "Stadio Partenopeo" y aquí se disputaron dos partidos del Mundial de Italia 1934. Durante la II Guerra Mundial fue destruido por los bombardeos de los Aliados, sin embargo aún hoy la zona donde surgía el estadio es conocida popularmente como Rione Ascarelli.